# Bitka za Zrin (1943.)
Bitka za Zrin bila je žestoka bitka između partizana i ustaša koja se dogodila 9. i 10. rujna 1943. godine u Zrinu za vrijeme koje je poginuo 80 ustaša i 14 partizana, a ranjeno je još 40 partizana. Glavni borbeni položaj ustaških snaga je bila stara tvrđava u Zrinu, koji je branilo 150 lokalnih ustaša zajedno s vodom ustaške satnije iz Dvora, tako da je branitelja sveukupno bilo 180. Oni su bili naoružani puškama i manjim brojem puškomitraljeza. S obzirom na to da su se borbe vodile doslovno za svaku kuću selo je pretrpjelo i veliku materijalnu štetu. Ono što nije uništeno u borbi partizani su odlučili uništiti kako se više nikad na tom mjestu ne bi moglo stvoriti novo ustaško uporište. Civilno stanovništvo koje se za vrijeme bitke skrivalo po podrumima kuća koje nije ubijeno, njih otprilike 360, protjerano je u obližnje ustaške garnizone u Dvoru i Divuši.
Partizanski napad je poduzet na zapovjed Glavnog štaba NOVJ za Hrvatsku, kojemu su tada na čelu bili zapovjednik Ivan Rukavina i zamjenik zapovjednika Ivan Gošnjak, te - kao najodgovorniji za donošenje političkih odluka - komesar Vladimir Bakarić, kasniji dugogodišnji šef komunističke vlasti u Hrvatskoj. U izvješću OZNE iz prosinca 1944. god. kao razlog odluci da se spali Zrin navodi se da u tom mjestu "unatoč svih napora dve i pol god. rata nije se moglo naći ni jednog čovjeka ni žene koji bi držali vezu s partizanima".
U Zrinu, rodnom mjestu Nikole Šubića Zrinskog, je prije početka Drugog svjetskog rata živjelo oko 850 stanovnika Hrvata. 2019. godine je otkrivena spomen-ploča na obnovljenoj župnoj crkvi u Zrinu s imenima 291 Zrinjana poginulih u Drugom svjetskom ratu. Od muškaraca starijih od 18 godina, rat je bilo preživjelo samo njih 16.

## Tijek događaja
Nakon osnutka NDH dio Hrvata iz sela Zrin je pristupio ustaškim jedinicama. Oni će u sljedeće dvije godine sudjelovati u svim najvećim zločinima nad srpskim stanovništvom Banije, Bosanske krajine, Potkozarja i Pounja. Zrinjski ustaše su ubrzo po osnivanju NDH započeli s pljačkom okolnih srpskih sela i maltretiranjem lokalnog srpskog stanovništva, a tijekom ljeta 1941. počinju sudjelovati i u masovnim pokoljima: u Banskom Grabovcu, Donjim Kuljanima i potkozarskim selima 1941. te u Šegestinu početkom 1942. godine. U lipnju 1942., za vrijeme nove ofenzive osovinskih snaga na Petrovu goru, zrinjski su ustaše upali u 9 obližnjih srpskih sela te iz njih odveli oko 117 ljudi, od kojih je dio završio u logoru Jasenovac. S obzirom na reputaciju zrinskih ustaša partizani su dva puta - krajem veljače i početkom svibnja 1942. - pokušali zauzeti selo s ciljem zaustavljanja daljnjeg terora i konsolidacije teritorija. Međutim, dobra strateška pozicija na uzvisini te jaka posada od stotinjak naoružanih seoskih ustaša omogućavala im je uspješnu obranu. Razvoj partizanskog pokreta, sve veći broj boraca i nabava većih količina topničkog oružja omogućit će osvajanje Zrina tek početkom rujna 1943. Jedan je Zrinjanin - sisački radnik Ivo Babić - pristupio partizanskom pokretu 1941. godine, dok je još dvoje Zrinjana isto učinilo nakon uništenja sela, a jednog su  stanovnika Zrina (obućara Milu Babića) krajem 1941. ubili zrinjski ustaše.
Načelnik Zrina i nekoliko mještana posjećuju u ožujku 1943. godine predsjedništvo Vlade NDH u Zagrebu, te na zapisnik izjavljuju da je selo do tada bilo 36 puta napadano od strane četnika i partizana, da u selu imaju 80 vojnih pušaka koje su zarobili od "četnika" 1941. godine, od čega da je trećina neispravna. Za civilne puške pak, da nemaju više streljiva. Nadalje kazuju da je do u sukobima s četnicima i partizanima izginulo ili kod radova u polju zarobljeno 46 mještana, te mole da se u selu stacionira barem jedan vod domobrana.
Predvečer 9. rujna 1943., Unska operativna grupa i VII. divizija NOVH napale su i nakon teške šestosatne borbe zauzele Zrin. Naselje je nakon osvajanja planski spaljeno, a imovinu je konfiscirala partizanska vojska ili su je spontano opljačkali seljaci iz okolice. Štab Unske operativne grupe je 12. rujna obavijestio nadređeni štab Prvog korpusa NOVH da je u borbama u Zrinu i okolici ubijeno 83 "bandita" te zaplijenjeno 25 karabina. Partizanski gubici su prema istom izvještaju iznosili 16 poginulih i 39 ranjenih boraca. Civilno stanovništvo Zrina (žene i djeca) je potom protjerano prema Divuši i Dvoru, tada pod kontrolom vlasti NDH.

### Nakon rata
Nakon rata sva pokretna i nepokretna imovina mještana je konfiscirana - presudom od 7. veljače 1946. godine, napisanoj na jednoj nepunoj stranici teksta - a svim stanovnicima, tj. udovicama i djeci, zabranjen je povratak u mjesto - slično kao što se bilo dogodilo s Hrvatima u Španovici, Boričevcu kod Gračaca, Udbini i nekim drugim dijelovima SR Hrvatske u kojima se etničko čišćenje lokalnih Hrvata shvaćalo i prikazivalo kao antifašističku borbu.[nedostaje izvor] Žene i djeca iz Zrina su nakon rata teretnim vagonima prevezeni u Slavoniju i većinom kolonizirani u četiri sela pokraj Đakova: Slatinik, Drenje, Gašince i Lapovce, iz kojih je prethodno iseljeno njemačko stanovništvo. Hrvatima je strogo zabranjen povratak u Zrin, te se doista - sve do danas - niti jedan jedini Zrinjanin nije vratio na svoje obiteljski posjed.
Jugoslavenska historiografija je generalno - ali ne u potpunosti - prešućivala progon civilnog stanovništva Zrina. Tako se, primjerice, u zborniku radova o Sedmoj banijskoj diviziji NOVH iz 1967. godine spominje bitka za Zrin, ali ne i kasnije protjerivanje civila. S druge strane, u Zborniku dokumenata o NOR-u jugoslovenskih naroda iz 1957. javno su objavljeni izvještaji Unske operativne grupe o spaljivanju i raseljavanju Zrina.
Zagrebačka nadbiskupija nikada nije ukinula župu Zrin, makar je to jedina župa u Hrvatskoj bez ijednog živućeg katolika. Godinama je spomen Zrina u javnosti u velikoj mjeri ostao u velikoj mjeri zahvaljujući održavanjem spomen misa u Zrinu na obljetnicu uništenja sela.
Obnova hrvatske baštine u Zrinu napreduje vrlo sporo. Pomaci u obnovi na utvrdi i gotičkoj crkvi sv. Marije Magdalene u organizaciji državnih konzervatora su bili jako postupni. Makar je početak ozbiljnijih radova najavljeni 2011. godine, do 2017. godine je bio osiguran samo ulaz u utvrdu, te su ozbiljniji radovi otpočeli tek u ožujku 2017. godine, i to na obnovi jednog dijela obrambenih zidina.
Hrvatske vlasti još nisu pristupile povratu imovine koja je za komunističke vladavine konfiscirana raseljenim Zrinjanima i njihovim potomcima, makar su neki od njih podnijeli zahtjeve za povrat.

## Obilježavanje
Za sve Zrinjane stradale u Drugom svjetskom ratu održava se misa zadušnica na mjestu srušene crkve Našašća sv. Križa u Zrinu. Prije mise održava se Mimohod hrvatske časti od podnožja Zrinske tvrđave do mjesta srušene crkve Našašća sv. Križa, a poslije mise komemoracija žrtvama Zrina.
Sisačka biskupija je 2013. godine osnovala Zaklada za gradnju crkve Našašća Svetog Križa u Zrinu, koja je poduzela i aktivnosti radi upoznavanja današnje javnosti s desetljećima prešućivanom sudbinom Zrina i Zrinjana. Izgradnja posve nove crkve Našašća Svetog Križa dovršeno je 2019. godine.

## Istraživanja
Do tijela poginulih se došlo 2013. početkom arheoloških istraživanja. Nađeni su ostaci ispremještanih ljudskih kostiju, a kad su stigli rezultati analize uzoraka, utvrdilo se da su to ostatci iz Drugog svjetskog rata.
24. studenoga 2014. uz mjesto srušene župne crkve Našašća Svetog Križa započela su istražna iskapanja radi pronalaženja i ekshumiranja posrmtnih ostataka Zrinjana pobijenih u Drugom svjetskom ratu, čiji su ostatci pronađeni gomilu prije.
Član komisije HBK i BK BiH koji za hrvatski martirologij koji se bavi ovim istraživanjem je Franjo Talan.

## Vanjske poveznice
- Glas koncila  Arhivirana inačica izvorne stranice od 27. listopada 2007. (Wayback Machine)
- Vjesnik[neaktivna poveznica] Darko Sagrak: Tužna obljetnica uništena Zrina: Grad koji živi u sjećanjima svojih stanovnika i njihovih potomaka, 9. rujna 2003.
- Zločini u Zrinu i bezobrazna šutnja (1), HKV 18. siječnja 2010. (fotografija spaljenog Zrina)
- Zločini u Zrinu i bezobrazna šutnja (2), HKV, 19. siječnja 2010. (s fotografijama)
- HDPZ[neaktivna poveznica] Zrin - obljetnica pokolja i progona Hrvata, Politički zatvorenik br.212
- "Lokacija Zrin", web - stranica posvećena stradanju Zrina, kod "Šafarić